# Salix jenisseensis
Salix jenisseensis är en videväxtart som först beskrevs av Fr. Schmidt, och fick sitt nu gällande namn av Björn Floderus. Salix jenisseensis ingår i släktet viden, och familjen videväxter. Inga underarter finns listade i Catalogue of Life.